# Comuna Curtești, Botoșani
Curtești este o comună în județul Botoșani, Moldova, România, formată din satele Agafton, Băiceni, Curtești (reședința), Hudum, Mănăstirea Doamnei, Orășeni-Deal și Orășeni-Vale. Comuna Curtești este situată la sud-vest de municipiul Botoșani, pe un teren deluros, pe locul unor străvechi păduri, ulterior defrișate.

## Istoric
Comuna Curtești este alcătuită din 7 sate:
- Satul Curtești – reședință de comună, datează din anul 1827 când aparținea moșiei Curții domnești în timpul domniei lui Miron Barnovschi-Movilă;
- Satul Mănăstirea-Doamnei, care datează din anul 1361;
- Satul Agafton, datează din anul 1648;
- Satul Băiceni , datând din 1417 de pe vremea domnitorului Alexandru cel Bun;
- Satul Orășeni-Vale, datând din anul 1584;
- Satul Orășeni-Deal, datănd din anul 1584;
- Satul Hudum, datând din anul 1361 din timpul domniei lui Petru Mușat.

## Stema

Vechea stemă.

Stema comunei a fost aprobată prin Hotărârea Guvernului României nr. 273 din 23 aprilie 2014 și se compune dintr-un scut triunghiular cu marginile rotunjite, tăiat. În câmpul superior, pe fond de argint, se află un stejar cu frunzele și ghindele de culoare verde, pe trunchiul căruia broșează o cruce treflată de aur. În câmpul inferior, pe fond albastru, se află un păun de aur, conturnat, cu coada desfăcută. Scutul este timbrat de o coroană murală de argint cu un turn crenelat.
Semnificațiile elementelor însumate:
- Stejarul cu ghinde și crucea treflată amintesc de legenda întemeierii Mănăstirii Agafton, lăcaș de cult, situat în această zonă.
- Păunul face trimitere la etimologia denumirii comunei, precum și la vechea denumire a localității, Curtea Doamnei.
- Coroana murală cu un turn crenelat semnifică faptul că localitatea are rangul de comună.[3]

## Economie
În comuna Curtești funcționează 20 societăți comerciale, 2 mori pentru grâu și porumb, o secție de mecanizare, 3 ateliere de tâmplărie, 3 ateliere de fierărie.

## Transport
Prin comună trec 2 drumuri județene și drumul național Botoșani-Iași și drumul național Botoșani-Suceava.

## Infrastructură socială
Comuna Curtești dispune de 4 școli cu clase I–VIII, 2 școli cu clasele I-IV, 6 grădinițe, 2 cămine culturale, Tabăra internațională pentru copii de la Agafton. Comuna dispune de un dispensar medical.
În ceea ce privește monumentele istorice, comuna Curtești se poate mândri cu Mănăstirea Agafton, care datează din secolul al XVIII-lea.

## Demografie
Componența etnică a comunei Curtești
     Români (90,05%)
     Alte etnii (0,2%)
     Necunoscută (9,75%)
Componența confesională a comunei Curtești
     Ortodocși (87,72%)
     Penticostali (1,03%)
     Alte religii (0,95%)
     Necunoscută (10,3%)
Conform recensământului efectuat în 2021, populația comunei Curtești se ridică la 6.133 de locuitori, în creștere față de recensământul anterior din 2011, când fuseseră înregistrați 4.577 de locuitori. Majoritatea locuitorilor sunt români (90,05%), iar pentru 9,75% nu se cunoaște apartenența etnică. Din punct de vedere confesional, majoritatea locuitorilor sunt ortodocși (87,72%), cu o minoritate de penticostali (1,03%), iar pentru 10,3% nu se cunoaște apartenența confesională.

## Politică și administrație
Comuna Curtești este administrată de un primar și un consiliu local compus din 15 consilieri. Primarul, Maricel Anton[*], de la Partidul Social Democrat, este în funcție din 2016. Începând cu alegerile locale din 2024, consiliul local are următoarea componență pe partide politice:
|  | Partid                          | Consilieri | Componența Consiliului | Componența Consiliului | Componența Consiliului | Componența Consiliului | Componența Consiliului | Componența Consiliului | Componența Consiliului | Componența Consiliului |
|  | ------------------------------- | ---------- | ---------------------- | ---------------------- | ---------------------- | ---------------------- | ---------------------- | ---------------------- | ---------------------- | ---------------------- |
|  | Partidul Social Democrat        | 8          |                        |                        |                        |                        |                        |                        |                        |                        |
|  | Partidul Național Liberal       | 6          |                        |                        |                        |                        |                        |                        |                        |                        |
|  | Alianța pentru Unirea Românilor | 1          |                        |                        |                        |                        |                        |                        |                        |                        |

## Personalități născute aici
- Nicolae Leon (1862 - 1931), biolog, profesor universitar la Universitatea „Alexandru Ioan Cuza” din Iași.
- Victor Dombrovski, ortografiat și Victor Dombrovschi, (n. 30 mai 1887 - d. 1969), a fost un general de armată român